# Chungjeongno (metropolitana di Seul)
Chungjeongno (충정로역 - 忠正路驛, Chungjeongno-yeok ) è una stazione della metropolitana di Seul e funge da punto di interscambio fra la linea 2 e la linea 5 della metropolitana di Seul. La stazione si trova nel quartiere di Seodaemun-gu, nel centro di Seul.

## Linee
Seoul Metro
● Linea 2 (Codice: 243)
 SMRT
● Linea 5 (Codice: 531)

## Struttura
Entrambe le linee sono sotterranee, e si incrociano perpendicolarmente. La linea 5 si trova al quinto piano interrato, mentre la linea 2 al secondo. Sopra di esse è presente il mezzanino, entrambe con banchine a isola centrale protette da porte di banchina. Essendo la linea 2 una linea circolare, i binari vengono designati come "circolare interna" e "circolare esterna".
Linea 2
| Circ. interna | ● Linea 2 | per Sicheong, Euljiro 3-ga, Dongdaemun History & Culture Park e Sindang, |
| Circ. esterna | ● Linea 2 | per Hongdae-ipgu, Dangsan, Yeongdeungpo-gucheong e Sindorim              |

Linea 5
| Direzione Sangil-dong/Macheon | ● Linea 5 | per Jongno 3-ga, Wangsimni, Sangil-dong e Macheon |
| Direzione Banghwa             | ● Linea 5 | per Gongdeok, Yeouido, Gimpo Aeroporto e Banghwa  |

## Stazioni adiacenti
| «       | Servizio | »         |
| Linea 2 | Linea 2  | Linea 2   |
| ------- | -------- | --------- |
| Ahyeon  | -        | Municipio |
| Linea 5 |          |           |
| Aeogae  | -        | Seodaemun |